# クリーチャー・デベロッパー
クリーチャー・デベロッパー（Creature Developer）は、CGクリーチャーのエンベロープ、テクニカルアニメーション、シミュレーションなどの作業を中心に、アニメーター、モデラー、アニメーション・スーパーバイザー、クリーチャー・ディペロッパー・スーパーバイザー、テクニカル・ディレクターといったスタッフらと密接に関わりながら、コンピュータにより作成されたモデルをアニメーション化する際、解剖学的正確さとディテールの詳細を確保する職種。
代表的な日本人としては、2012年に公開された映画・アベンジャーズに携わった山口圭二氏がいる。